# Mabel Álvarez
Mabel Álvarez (* 28. November 1891 auf Oʻahu, Hawaii; † 13. März 1985 in Los Angeles) war eine US-amerikanische Malerin des Impressionismus mit spanischer Herkunft.

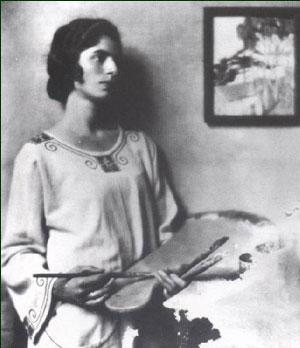
Mabel Álvarez, um 1915

## Leben
Mabel Álvarez wurde am 28. November 1891 auf der Insel Oʻahu als jüngstes von fünf Kindern geboren. Ihr Vater, Luis Fernández Álvarez, stammte aus Spanien, wanderte über Kuba in die USA ein, wo er durch Immobilienhandel in Los Angeles reich wurde. Er machte sich in der Lepra-Forschung zusammen mit Pater Damien einen Namen, und ihre Mutter Clementine Setza stammte aus einer prominenten Familie aus St. Paul, Minnesota. 1906 zog die Familie nach Berkeley, Kalifornien, und 1909 nach Los Angeles, wo Mabel Álvarez auf der Los Angeles High School ging. Ihre ersten Zeichenstunden erhielt sie bei dem Kunstlehrer James Edwin McBurney – nachdem Álvarez ein Wandbild für die Panama-Kalifornien Ausstellung in San Diego eine Goldmedaille gewann – riet er ihr eindringlich zur Fortsetzung des Studiums. Álvarez studierte an der renommierte Akademie für Illustration und Malerei unter William Cahill (1878–1924) und John Rich Hubbard (1876–1954) in Los Angeles. In ihrem Malstil versuchte die Künstlerin eine harmonische Vermittlung zwischen Ideal und Realität. Darüber hinaus war Álvarez als Illustratorin, Zeichnerin und Graphikerin tätig.

## Verwandtschaft
- Ihr Bruder, Dr. Walter C. Alvarez (1884–1978), war in den USA durch seine Kolumnen als „Amerikas Familiendoktor“ bekannt.
- Luis Walter Alvarez (1911–1988), ein Neffe, erhielt 1968 den Nobelpreis für Physik für seinen entscheidenden Beitrag zur Elementarteilchenphysik, insbesondere seine Entdeckung einer großen Anzahl von Resonanzzuständen, ermöglicht durch seine Entwicklung von Techniken mit der Wasserstoff-Blasenkammer und Datenanalyse.